# Kościół św. Mikołaja na Czwartku
Kościół św. Mikołaja w Lublinie – lubelski kościół (siedziba parafii tego samego wezwania) położony na wzgórzu Czwartek przy ul. ks. Słowikowskiego 1.
Już w XV wieku istniała tam parafia i kościół. Obecna budowla pochodzi z końca XVI, a przebudowywana była w połowie XVII wieku, kiedy otrzymała szatę renesansową.
Wezwanie kościoła potwierdza handlowy charakter osady na Czwartku, istniejącej tam już w VI wieku.
W 1792 r. kryptach kościoła spoczął Kajetan Szeptycki, kasztelan lubelski.

## Galeria

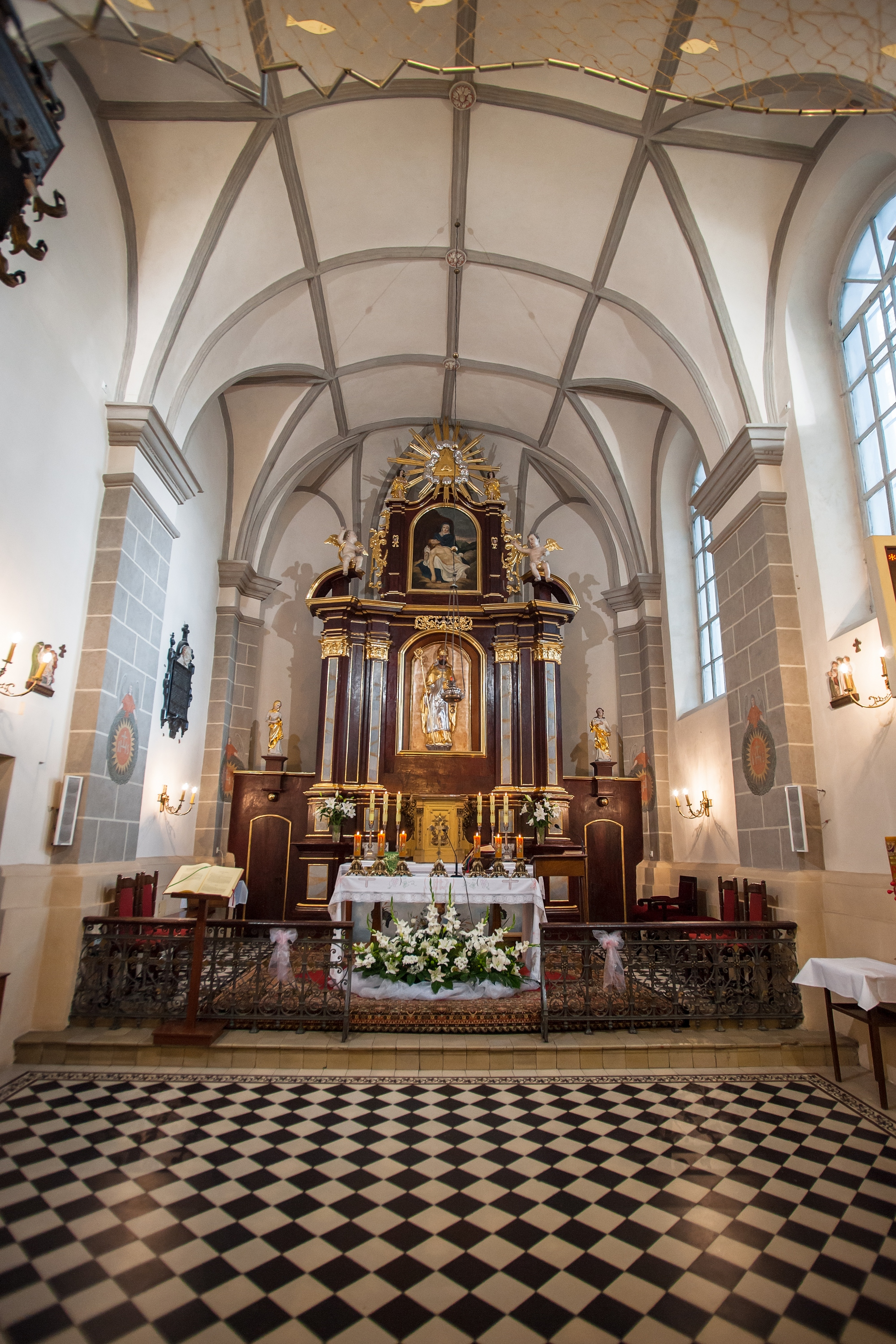
Wnętrze kościoła
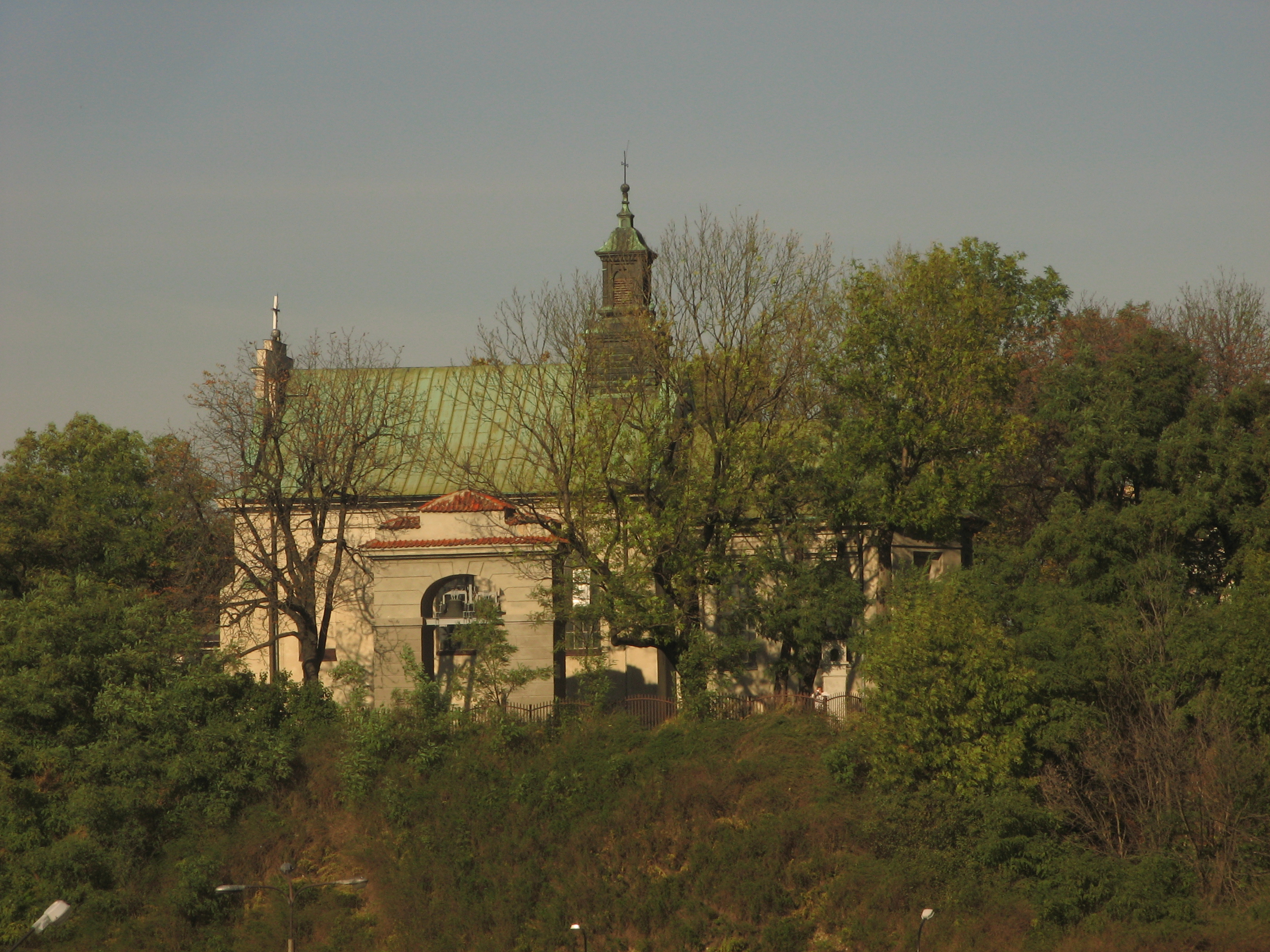
Kościół od strony Zamku
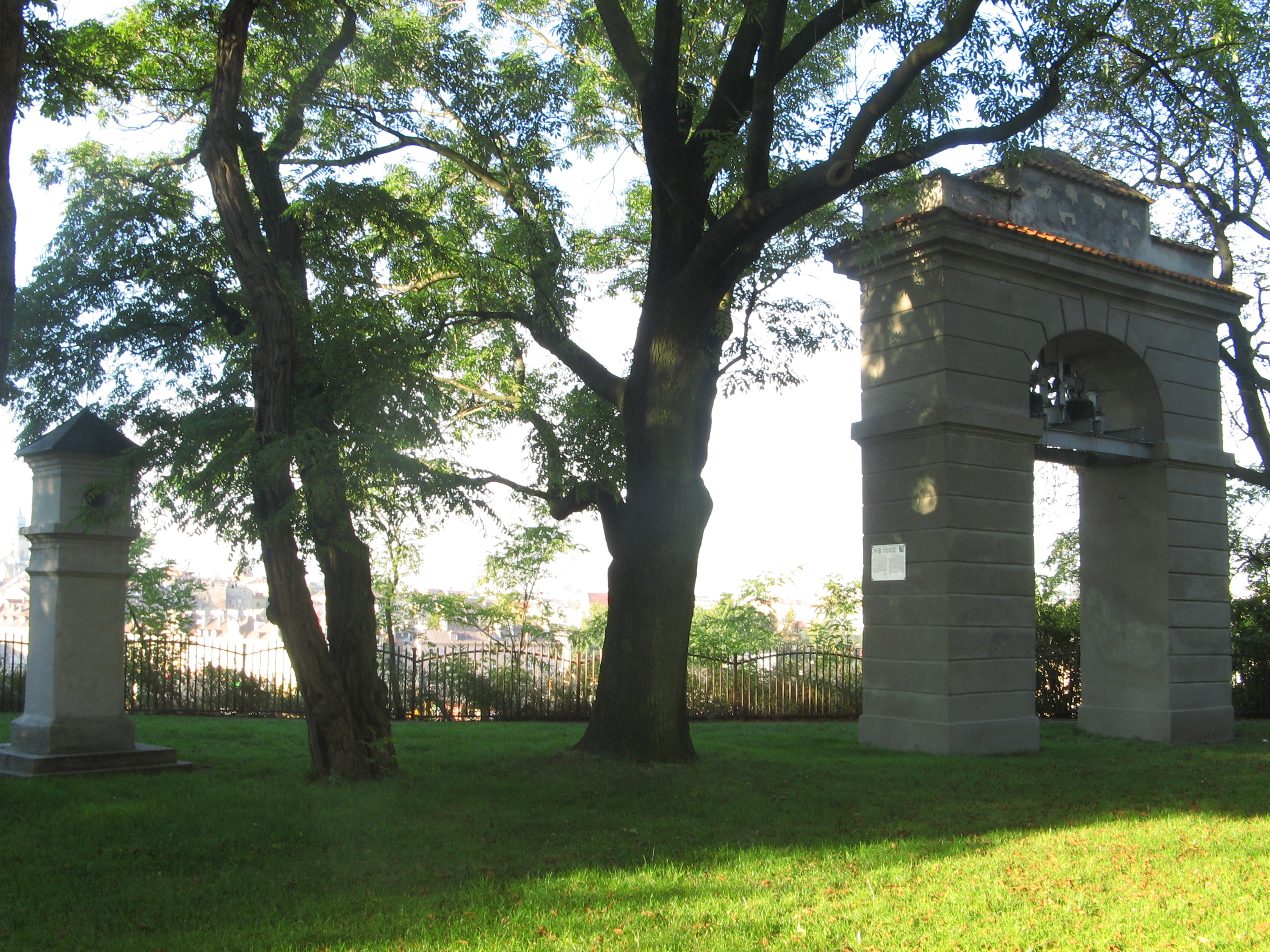
Dzwonnica, kapliczka przy kościele
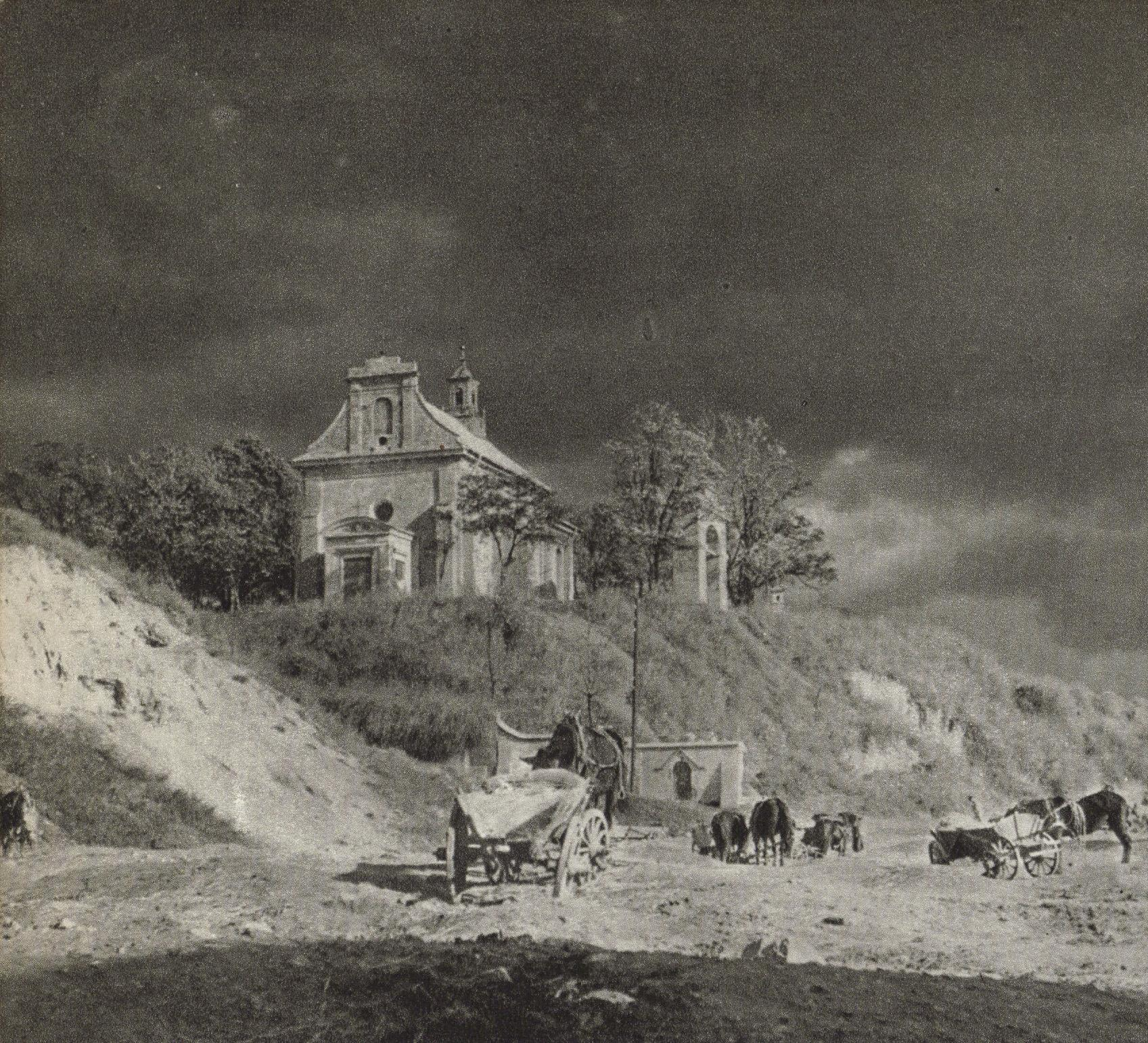
Kościół św. Mikołaja i wzgórze 1864